# Sengkol
Sengkol is een bestuurslaag in het regentschap Centraal-Lombok van de provincie West-Nusa Tenggara, Indonesië. Sengkol telt 10.328 inwoners (volkstelling 2010).